# نهائي كوبا ليبرتادوريس 2024
نهائي كأس ليبرتادوريس 2024 (بالإسبانية: Final de la Copa Libertadores 2024) هي المباراة النهائية التي حددت الفائز بكأس ليبرتادوريس 2024. كانت هذه هي النسخة الخامسة والستين من بطولة كوبا ليبرتادوريس، وهي بطولة كرة القدم القارية رفيعة المستوى لأمريكا الجنوبية والتي ينظمها اتحاد أمريكا الجنوبية لكرة القدم (كونميبول). أقيمت المباراة بين الفريقين البرازيليين أتلتيكو مينيرو وبوتافوغو في 30 نوفمبر 2024 على ملعب مونومنتال في بوينس آيرس، الأرجنتين.
فاز بوتافوغو على أتلتيكو مينيرو في المباراة بنتيجة 3–1 ليفوز بأول لقب له في كأس ليبرتادوريس. تم انتخاب لويز هنريك كأفضل لاعب في المباراة النهائية وفي البطولة. وباعتباره الفائز بالمسابقة، تأهل بوتافوغو إلى كأس القارات 2024، وكأس العالم للأندية 2025، وحصل على حق اللعب ضد الفائزين بكأس كوبا سود أمريكانا 2024 ‏ في كأس ريكوبا سود أمريكانا 2025 ‏. كما تأهلوا تلقائيًا إلى دور المجموعات في بطولة كوبا ليبرتادوريس 2025 ‏.

## المكان

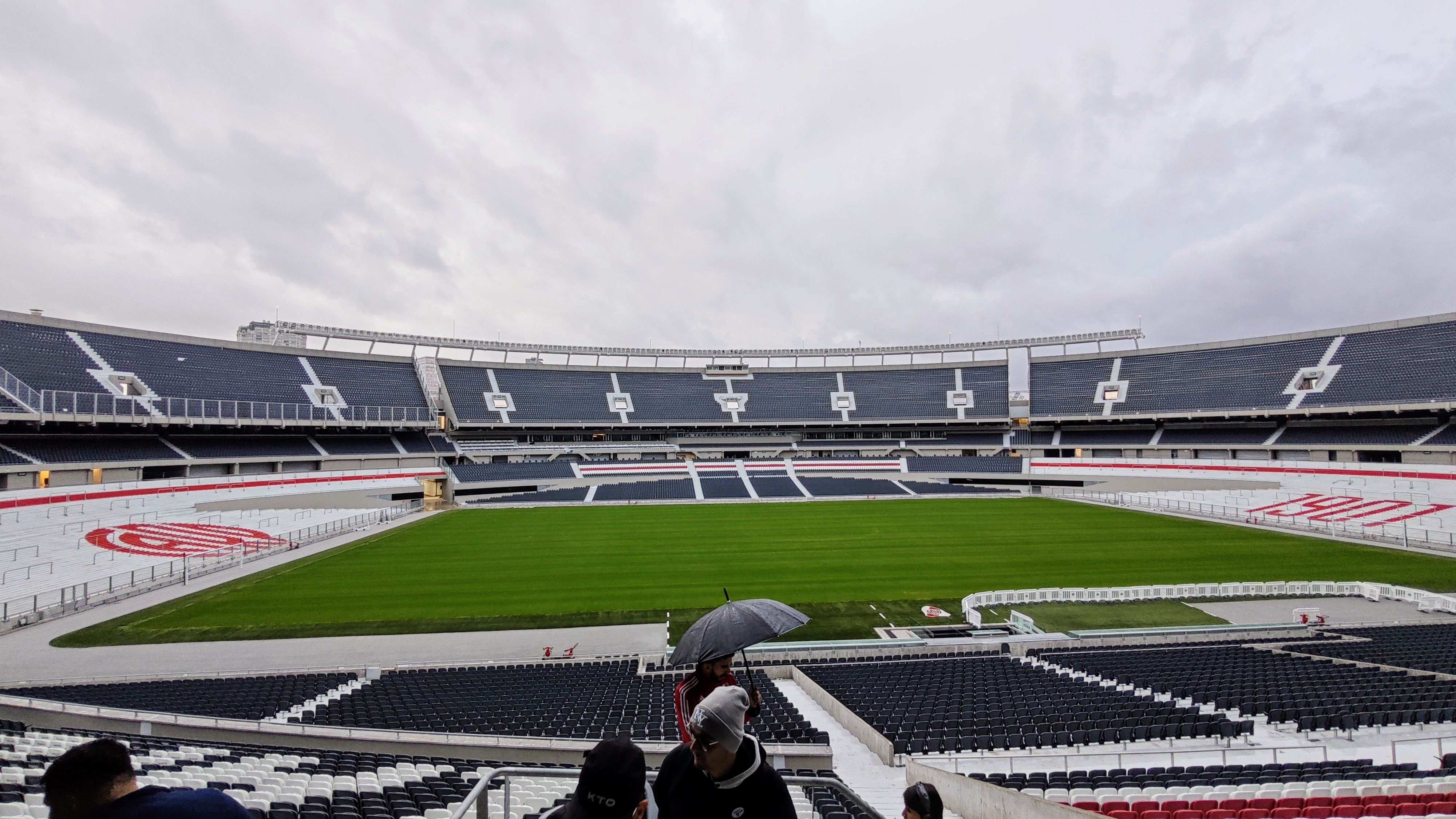
استضاف ملعب مونومنتال في بوينس آيرس المباراة النهائية.

في 13 فبراير 2024، أعلن الاتحاد الأرجنتيني لكرة القدم عبر حساباته على مواقع التواصل الاجتماعي أن اتحاد أمريكا الجنوبية لكرة القدم قد اختار بوينس آيرس كمدينة مضيفة للمباراة النهائية لبطولة كوبا ليبرتادوريس 2024، في ملعب سيتم تأكيده لاحقًا. في الفترة من 26 إلى 30 مايو 2024، زار وفد من اتحاد أمريكا الجنوبية لكرة القدم ثلاثة ملاعب تم اختيارها لاستضافة الحدث، وهي ملعب مونومنتال في بوينس آيرس، وملعب ليبرتادوريس دي أمريكا في أفيلانيدا، وملعب أونيكو دييغو أرماندو مارادونا في لا بلاتا لتقييم الجوانب الفنية للملاعب وزيارة مراكز التدريب المحتملة ومواقع الإقامة للفرق المتأهلة للنهائيات.
في 4 أكتوبر 2024، أكد اتحاد أمريكا الجنوبية لكرة القدم أن ملعب مونومنتال هو مكان المباراة النهائية. كانت هذه أول نهائي لكأس ليبرتادوريس يقام في الأرجنتين منذ أن أقيمت النهائيات كمباراة واحدة، فضلاً عن كونها المرة الثامنة التي تقام فيها نهائيات كأس ليبرتادوريس على هذا الملعب.

## الفرق
| الفريق         | المشاركات السابقة في النهائيات (يشير الخط العريض إلى الفوز) |
| -------------- | ----------------------------------------------------------- |
| أتلتيكو مينيرو | 1 ( 2013 )                                                  |
| بوتافوغو       | لا يوجد                                                     |

## الطريق إلى النهائي
ملحوظة: في جميع النتائج أدناه، يتم إعطاء نتيجة الفريق المضيف أولاً.
| أتلتيكو مينيرو                                   | أتلتيكو مينيرو                                         | أتلتيكو مينيرو | الجولة           | بوتافوغو                                                         | بوتافوغو   | بوتافوغو      |
| ------------------------------------------------ | ------------------------------------------------------ | -------------- | ---------------- | ---------------------------------------------------------------- | ---------- | ------------- |
| الخصم                                            | المكان                                                 | النتيجة        |                  | الخصم                                                            | المكان     | النتيجة       |
| مراحل التصفيات                                   |                                                        |                |                  |                                                                  |            |               |
|                                                  |                                                        |                | المرحلة الثانية  | أورورا (فاز بنتيجة 7–1 في مجموع المباراتين)                      | خارج الأرض | 1–1           |
| داخل الأرض                                       | 6–0                                                    |                | المرحلة الثانية  | أورورا (فاز بنتيجة 7–1 في مجموع المباراتين)                      |            |               |
| المرحلة الثالثة                                  | ريد بل براغانتينو (فاز بنتيجة 3–2 في مجموع المباراتين) | داخل الأرض     | 2–1              |                                                                  |            |               |
| المرحلة الثالثة                                  | ريد بل براغانتينو (فاز بنتيجة 3–2 في مجموع المباراتين) | خارج الأرض     | 1–1              |                                                                  |            |               |
| المجموعة ج                                       | المجموعة ج                                             | المجموعة ج     | مرحلة المجموعات  | المجموعة د                                                       | المجموعة د | المجموعة د    |
| كاراكاس                                          | خارج الأرض                                             | 1–4            | مرحلة المجموعات  | أتلتيكو جونيور                                                   | داخل الأرض | 1–3           |
| روزاريو سنترال                                   | داخل الأرض                                             | 2–1            | مرحلة المجموعات  | ليغا دو كيتو                                                     | خارج الأرض | 1–0           |
| بنيارول                                          | داخل الأرض                                             | 3–2            | مرحلة المجموعات  | يونيفرسيتاريو                                                    | داخل الأرض | 3–1           |
| روزاريو سنترال                                   | خارج الأرض                                             | 0–1            | مرحلة المجموعات  | ليغا دو كيتو                                                     | داخل الأرض | 2–1           |
| بنيارول                                          | خارج الأرض                                             | 2–0            | مرحلة المجموعات  | يونيفرسيتاريو                                                    | خارج الأرض | 0–1           |
| كاراكاس                                          | داخل الأرض                                             | 4–0            | مرحلة المجموعات  | أتلتيكو جونيور                                                   | خارج الأرض | 0–0           |
|                                                  |                                                        |                | مرحلة المجموعات  |                                                                  |            |               |
| التصنيف 2                                        | التصنيف 2                                              | التصنيف 2      | المراحل النهائية | التصنيف 14                                                       | التصنيف 14 | التصنيف 14    |
| سان لورينزو · (فاز 2–1 في مجموع المباراتين)      | خارج الأرض                                             | 1–1            | دور الـ16        | بالميراس · (فاز بنتيجة 4–3 في مجموع المباراتين)                  | داخل الأرض | 2–1           |
| سان لورينزو · (فاز 2–1 في مجموع المباراتين)      | داخل الأرض                                             | 1–0            | دور الـ16        | بالميراس · (فاز بنتيجة 4–3 في مجموع المباراتين)                  | خارج الأرض | 2–2           |
| فلومينينسي · (فاز 2–1 في مجموع المباراتين)       | خارج الأرض                                             | 1–0            | ربع النهائي      | ساو باولو · (تعادل 1–1 في مجموع المباراتين، وفاز بركلات الترجيح) | داخل الأرض | 0–0           |
| فلومينينسي · (فاز 2–1 في مجموع المباراتين)       | داخل الأرض                                             | 2–0            | ربع النهائي      | ساو باولو · (تعادل 1–1 في مجموع المباراتين، وفاز بركلات الترجيح) | خارج الأرض | 1–1 (4–5 ر.ت) |
| ريفر بليت · (فاز بنتيجة 3–0 في مجموع المباراتين) | داخل الأرض                                             | 3–0            | نصف النهائي      | بنيارول · (فاز 6–3 في مجموع المباراتين)                          | داخل الأرض | 5–0           |
| ريفر بليت · (فاز بنتيجة 3–0 في مجموع المباراتين) | خارج الأرض                                             | 0–0            | نصف النهائي      | بنيارول · (فاز 6–3 في مجموع المباراتين)                          | خارج الأرض | 3–1           |

## الشكل
أُقيمت المباراة النهائية من مباراة واحدة في ملعب مُختار مسبقًا، مع اعتبار الفريق الأعلى تصنيفًا "مستضيفًا" لأغراض إدارية. في حال تعادل الفريقين بعد الوقت الأصلي، يُلعب وقت إضافي لمدة 30 دقيقة. وفي حال استمرار التعادل بعد الوقت الإضافي، تُلجأ إلى ركلات الترجيح لتحديد الفائز.

## قبل المباراة

### حفل الافتتاح
في حفل الافتتاح قبل انطلاق المباراة، وبعد عرض موسيقي ورقص حي، غنى جونجا هتافات جماهير أتليتيكو مينيرو ونشيد النادي، وفعل مارسيلو أدنيت ‏ الشيء نفسه مع بوتافوغو. تم إحضار كأس كوبا ليبرتادوريس إلى أرض الملعب بواسطة لاعب التنس الصربي نوفاك ديوكوفيتش.

## المباراة
وغاب ماتياس زاراتشو (أتلتيكو مينيرو) وباستوس (بوتافوغو) عن المباراة النهائية بسبب الإصابة، وكذلك ماتيو بونتي ‏ (بوتافوغو) الذي استبعد بسبب الإيقاف.

### الشوط الأول
بعد مرور 29 ثانية على بداية المباراة، ضرب جريجوري لاعب خط وسط بوتافوغو فاوستو فيرا على رأسه بنعل حذائه أثناء نزاع على الكرة في منتصف الملعب، وحصل على بطاقة حمراء مباشرة. وفي الدقائق التالية، أعاد بوتافوغو تنظيم نفسه بعشرة لاعبين دون أن يجري مدربه أرتور خورخي أي تبديلات، وسلم الكرة إلى أتلتيكو مينيرو، الذي نجح فقط في تشكيل أي خطورة من خلال تسديدتين من بعيد عن طريق هالك، تصدى لهما جون. وبعد ذلك، خفف نادي ريو دي جانيرو من قبضته، وهاجم، وفي الدقيقة 35، أدت لعبة من تياجو ألمادا إلى تسديدة من مارلون فريتاس اصطدمت بجونيور ألونسو داخل منطقة الجزاء، ووصلت الكرة المرتدة إلى لويز هنريكي، الذي أنهى الكرة بقوة وسجل الهدف الأول في المباراة. وبعد أقل من عشر دقائق، وبعد تمريرة خلفية لحارس مرمى أتلتيكو إيفرسون، ضغط لويز هنريكي وتغلب على رقابة غييرمي أرانا وحافظ على الكرة حتى وصلت إلى منطقة الجزاء، حيث تعرض لخطأ من حارس المرمى وحصل على ركلة جزاء، والتي تم احتسابها بعد مراجعة الحكم باستخدام تقنية الفيديو. أطلق أليكس تيليس تسديدة قوية بقدمه اليسرى، ليحل محل إيفرسون ويصبح النتيجة 2–0 لصالح بوتافوغو في نهاية الشوط الأول.

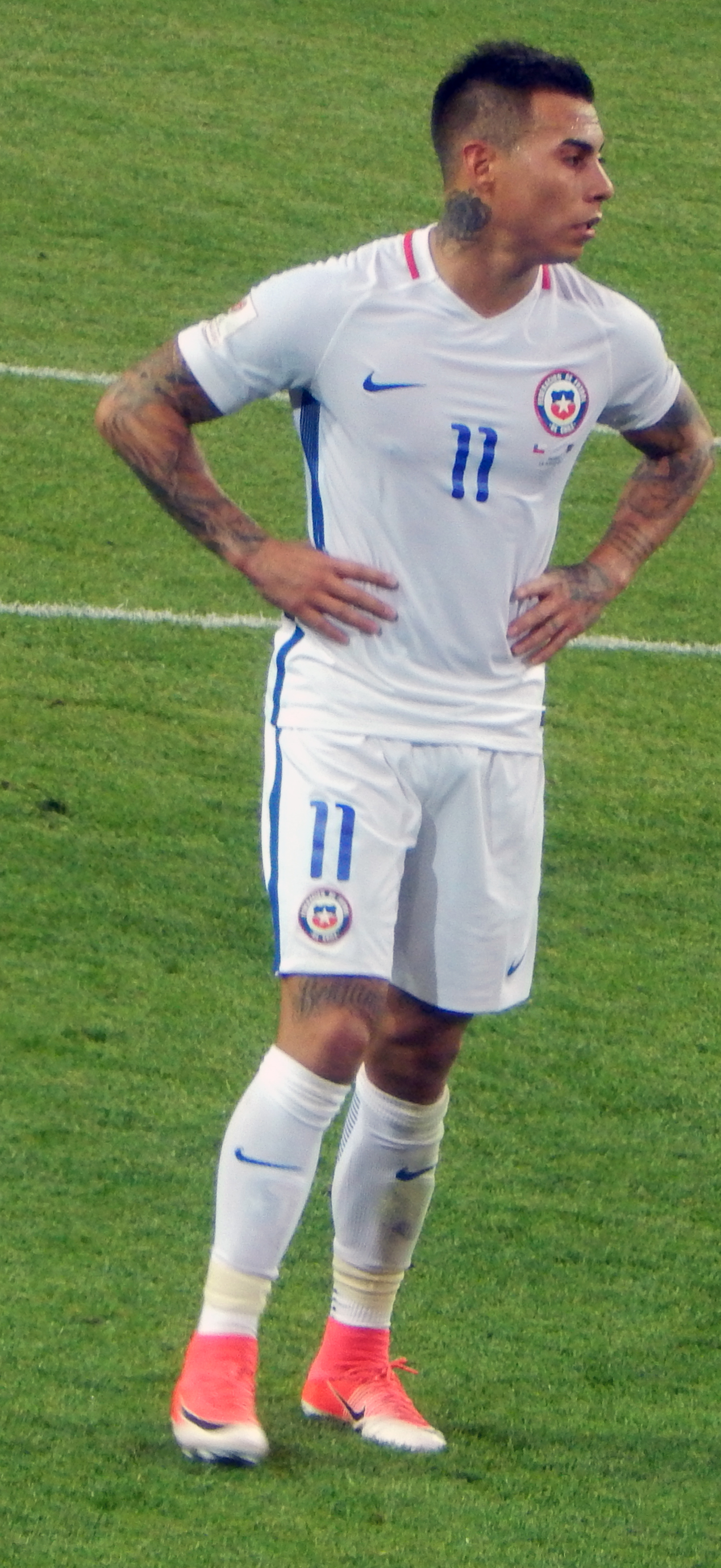
سجل إدواردو فارغاس هدفًا لأتلتيكو بعد دخوله في الشوط الثاني مباشرة، لكنه أهدر بعد ذلك فرصتين واضحتين للتسجيل.

### الشوط الثاني
أجرى مدرب أتلتيكو غابرييل ميليتو التبديلات في الشوط الأول وعاد إلى الملعب مع برنارد وماريانو وإدواردو فارغاس، لإعادة تنظيم البنية الهجومية لفريقه. وسرعان ما دخلت التغييرات حيز التنفيذ، عندما وجدت ركلة ركنية نفذها هالك بعد دقيقتين من بداية الشوط الثاني فارغاس غير المراقب، ووضع المهاجم التشيلي الكرة برأسه بعيدا عن متناول جون، مسجلا هدف الفوز للفريق القادم من ميناس جيرايس. بعد الهدف، ضغط أتلتيكو بإصرار على بوتافوغو بحثًا عن هدف التعادل، ولكن مع القليل من الحلول أو البدائل الفعالة حتى مع وجود لاعب إضافي. وفي هذه الأثناء، عزز أرتور خورخي دفاع فريق ريو دي جانيرو بدخول دانيلو باربوسا ومارسال. وجاءت أخطر هجمات نادي ميناس جيرايس مع وجود هالك على الجناح الأيمن، وتمرير ماريانو إلى فارغاس وألان كارديك، الذي أهدر الفرص أمام جون. كما أهدر فارغاس فرصة أخرى في الدقيقة 88، عندما حاول إبعاد الكرة عن حارس المرمى بعد خطأ من أدرييلسون. في الدقائق الأخيرة، سعى بوتافوغو إلى الهجمات المرتدة مع جونيور سانتوس وسط ضغط أتلتيكو، وأتت الاستراتيجية بثمارها عندما تلقى في الدقيقة 97 ركلة طويلة على اليمين، وراوغ لاعبين من أتلتيكو، وحاول تمرير الكرة إلى ماتيوس مارتينز وحصل على الكرة المرتدة، ودفعها إلى المرمى الخالي وحسم فوز الفريق القادم من ريو دي جانيرو وموقعه كأفضل هداف في المسابقة برصيد عشرة أهداف.

### التفاصيل
| أتلتيكو مينيرو | 1–3   | نادي بوتافوغو                                   |
| -------------- | ----- | ----------------------------------------------- |
| - فارغاس 47'   | تقرير | - هنريكي 35' - تيليس 44' (ركلة.) - سانتوس 90+7' |

| أتلتيكو مينيرو | بوتافوغو |

| GK             | 22 | إيفرسون                      |       |     |
| CB             | 2  | ليانكو إيفانجليستا فوجنوفيتش | 45+1' | 46' |
| CB             | 21 | رودريجو باتاجليا             | 30'   |     |
| CB             | 8  | جونيور ألونسو                |       |     |
| RM             | 7  | هالك (ق)                     | 90+2' |     |
| CM             | 18 | فاوستو فيرا                  | 45+2' | 46' |
| CM             | 23 | ألان فرانكو                  |       |     |
| LM             | 13 | جيليرمي أرانا                |       |     |
| AM             | 6  | غوستافو سكاربا               |       | 46' |
| AM             | 10 | باولينيو                     |       |     |
| CF             | 9  | ديفيرسون                     |       | 76' |
| البدلاء:       |    |                              |       |     |
| GK             | 31 | ماثيوس مينديز                |       |     |
| DF             | 3  | برونو فوكس                   |       |     |
| DF             | 16 | إيغور رابيلو                 |       |     |
| DF             | 25 | ماريانو فيريرا فيليو         |       | 46' |
| DF             | 26 | رينزو سارافيا                |       |     |
| DF             | 44 | روبنز                        |       |     |
| MF             | 5  | أوتافيو هنريكي سانتوس        |       |     |
| MF             | 17 | إيغور غوميز                  |       |     |
| MF             | 20 | برنارد دوارتي                |       | 46' |
| MF             | 45 | أليسون                       |       |     |
| FW             | 11 | إدواردو فارغاس               |       | 46' |
| FW             | 14 | ألان كارديك                  |       | 76' |
| المدرب:        |    |                              |       |     |
| غابرييل ميليتو |    |                              |       |     |

| GK          | 12 | جون فيكتور ماسييل فورتادو |       |       |
| RB          | 22 | فيتينيو                   | 90+4' |       |
| CB          | 34 | أدريلسون                  |       |       |
| CB          | 20 | ألكسندر باربوزا           |       |       |
| LB          | 13 | أليكس تيليس               | 45+3' | 58'   |
| DM          | 17 | مارلون فريتاس (ق)         |       |       |
| DM          | 26 | جريجوري                   | 2'    |       |
| AM          | 18 | تياغو ألمادا              | 79'   | 80'   |
| AM          | 10 | جيفيرسون سافارينو         |       | 58'   |
| SS          | 7  | لويز هنريكي               |       | 79'   |
| CF          | 99 | إيغور جيسوس               |       | 90+3' |
| البدلاء:    |    |                           |       |       |
| GK          | 1  | روبرتو فرنانديز           |       |       |
| DF          | 3  | لوكاس هالتر               |       |       |
| DF          | 21 | فرناندو مارسال            |       | 58'   |
| DF          | 66 | كويابانو                  |       |       |
| MF          | 5  | دانيلو باربوسا            |       | 58'   |
| MF          | 6  | تشي تشي                   |       |       |
| MF          | 28 | آلان                      |       | 90+3' |
| MF          | 33 | كارلوس إدواردو            |       |       |
| MF          | 70 | أوسكار روميرو             |       |       |
| FW          | 9  | فرانسيسكو سواريس          |       |       |
| FW          | 11 | جونيور سانتوس             | 90+9' | 80'   |
| FW          | 37 | ماثيوس مارتينز            |       | 79'   |
| المدرب:     |    |                           |       |       |
| أرتور جورجي |    |                           |       |       |

| الحكام المساعدون: إيزيكيل برايلوفسكي (الأرجنتين) غابرييل تشاد (الأرجنتين) الحكم الرابع: يائيل فالكون بيريز (الأرجنتين) الحكم الخامس: كريستيان نافارو (الأرجنتين) حكم الفيديو المساعد: ماورو فيجليانو (الأرجنتين) مساعدون حكم الفيديو المساعد: كريستيان ليسكانو (الإكوادور) كارلوس أوربي (الإكوادور) هيرنان ماسترانجلو (الأرجنتين) | قواعد المباراة - 90 دقيقة. - 30 دقيقة من الوقت الإضافي إذا لزم الأمر. - ركلات الترجيح إذا بقيت النتيجة متعادلة. - اثني عشر بديلاً معينين. - الحد الأقصى هو خمسة تبديلات، مع السماح بتبديل سادس في الوقت الإضافي. |

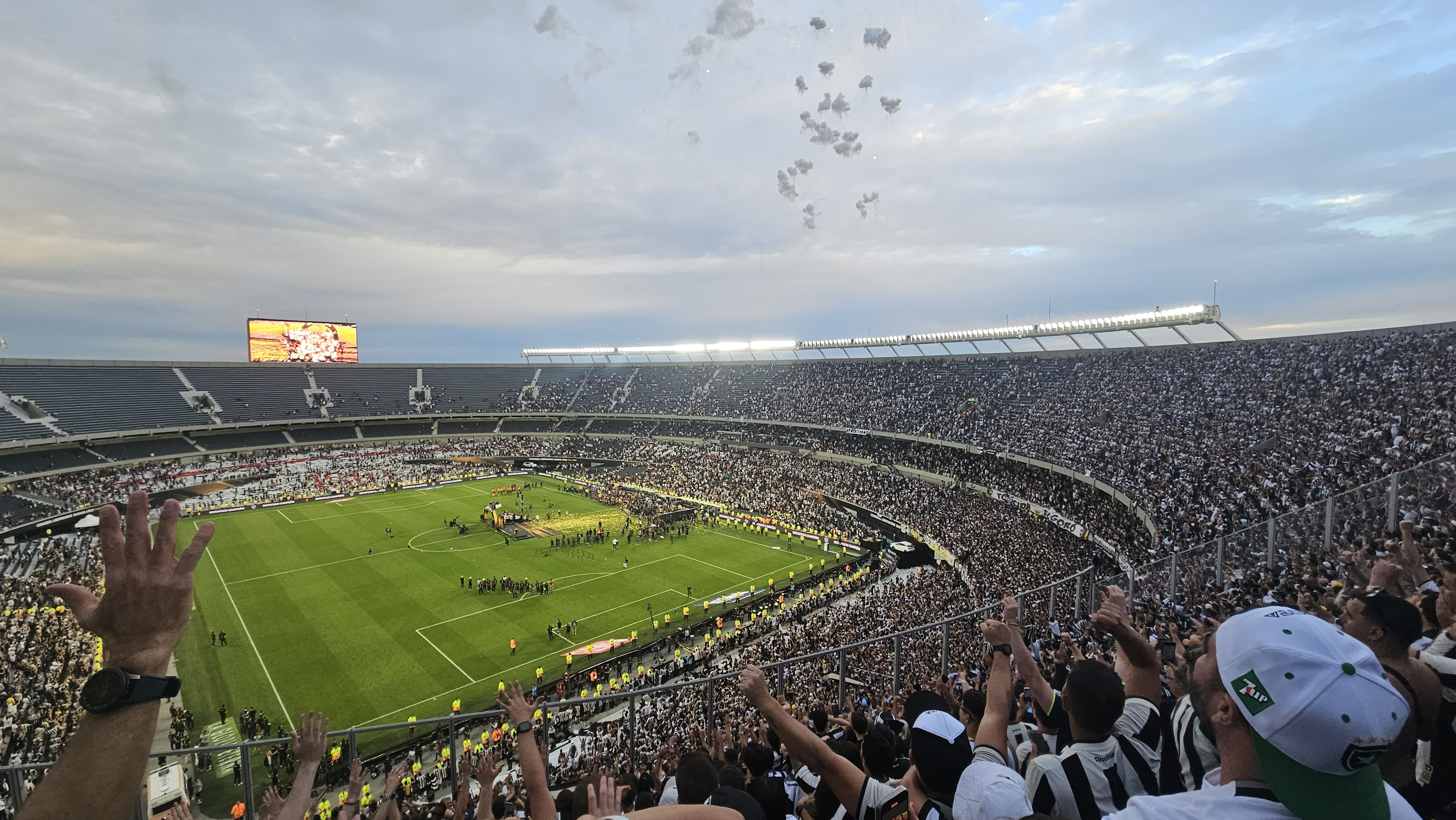
ملعب مونومنتال بعد المباراة النهائية.

## وصلات خارجية
- كأس ليبرتادوريس كونميبول
- CONMEBOL.com